# 전문 학위
이전에 미국에서 첫 전문 학위 (first professional degree)로 알려진 전문 학위 (professional degree, 전문직 학위)는 특정 직업, 실무 또는 산업 분야에서 일할 수 있도록 사람을 준비시키는 학위로, 종종 면허 또는 인증에 대한 학문적 요구 사항을 충족한다. 전문 학위는 해당 직업과 국가에 따라 대학원 또는 학부 입학이 될 수 있으며 학사, 석사 또는 박사 학위로 분류될 수 있다. 다양한 이유로 전문 학위는 자격 분류와 다른 수준의 자격 이름을 가질 수 있다. 예를 들어 일부 영국 전문 학위는 학사(bachelor's)로 명명되지만 석사 수준인 반면 일부 호주 및 캐나다 전문 학위는 "박사"(doctor)라는 이름을 가지지만 석사 또는 학사 학위로 분류된다.

## 국가별 전문 학위

### 미국
미국의 전문 학위 중 하나의 특정 형식은 대학원-입학 첫-전문 학위로, 종종 박사 학위로 지칭된다. 미국 교육부는 이를 다음과 같이 정의했다. "첫-전문 학위(first-professional degree)는 다음 기준을 모두 충족하는 프로그램을 이수해야 수여받을 수 있다: (1) 해당 직업에서 실습을 시작하기 위한 학업 요건 완료, (2) 프로그램에 입학하기 전 최소 2년의 대학 과정, 그리고 (3) 학위 프로그램을 완료하기 위해 최소 6년 간의 대학 과정(이전 필수 대학 과정과 전문 프로그램 자체의 기간 포함)." "최초 전문가"(first-professional)라는 용어의 사용은 새로운 학사 학위 수여 범주가 도입된 2010-11년에 교육부에서 중단되었다. 이전에는 다음 10개 분야에서 첫 번째 전문 학위(이렇게 정의됨)가 수여되었다.
- Audiology (AudD.)
- Chiropractic (D.C., D.C.M.)
- Dentistry (D.D.S., D.M.D.)
- Law (LL.B., J.D.)
- Medicine (M.D.)
- Naturopathy(N.D.)
- Optometry (O.D.)
- Osteopathic Medicine (D.O.)
- Pharmacy (Pharm.D.)
- Plant Medicine (D.P.M.)
- Podiatry (D.P.M., D.P., Pod.D.)
- Psychology (Psy.D.)
- Theology (M.Div., M.H.L., B.D., ordination)
- Traditional Chinese Medicine, Acupuncture(T.C.M.)
- Traditional Korean Medicine(T.K.M.)
- Veterinary Medicine (D.V.M., V.M.D.)

### 대한민국
법학전문석사, 법학전문박사, 의무전문석사

## 같이 보기
- 전문학사
- 전문 석사
- 라우레아
- 법무박사
- 의학박사
- 전문박사
- 경영학 전문석사